# Rosenbandvecklare
Rosenbandvecklare (Argyroploce roseomaculana) är en fjärilsart som först beskrevs av Herrich-Schäffer 1851.  Rosenbandvecklare ingår i släktet Argyroploce, och familjen vecklare. Arten är reproducerande i Sverige.